# Barraute (Pyrénées-Atlantiques)
Pour les articles homonymes, voir Barraute.
Barraute est une ancienne commune française du département des Pyrénées-Atlantiques. Le 14 juin 1841, la commune fusionne avec Camu pour former la nouvelle commune de Barraute-Camu.

## Géographie
Le village est situé sur la rive gauche du gave d'Oloron, au sud-est de Sauveterre-de-Béarn.

## Toponymie
Le toponyme Barraute apparaît sous les formes 
Berraute (1385, censier de Béarn), 
Sent Sapriaa de Berraute (1413, notaires de Navarrenx), 
Berauta et Beraute (respectivement 1548 et 1687, réformation de Béarn), 
Baraulte et Barrante (1801, Bulletin des lois).

## Histoire
Barraute était un comté. Le dernier comte de Barraute fut Juan Armando Bachoué de Barraute y Elio.[réf. nécessaire]

## Démographie
- Paul Raymond[1] note qu'en 1385, Barraute comptait 24 feux et dépendait du bailliage de Navarrenx.

| 1793 | 1800 | 1806 | 1821 | 1831 | 1836 |
| ---- | ---- | ---- | ---- | ---- | ---- |
| 194  | 190  | 305  | 216  | 216  | 249  |

## Culture locale et patrimoine

### Patrimoine religieux
L'église Saint-Cyprien-et-Sainte-Justine d'origine moyenâgeuse a été rénovée au XIXe siècle. Elle est inscrite à l'Inventaire général du patrimoine culturel.

## Personnalités liées à la commune
- Firmin Pierre Lasserre, sculpteur né à Barraute le 6 juillet 1870, mort en 1943, est un élève d’Aimé Millet (1819 - 1891) et d’Albert Bréauté (1853 - 1939). Il expose au Salon des artistes français et obtient des médailles de bronze en 1921, d'argent en 1923 et d'or en 1927. Il est fait chevalier de la Légion d'honneur.

## Pour approfondir